# Spies (film)
 (novembre 2017).
Si vous disposez d'ouvrages ou d'articles de référence ou si vous connaissez des sites web de qualité traitant du thème abordé ici, merci de compléter l'article en donnant les références utiles à sa vérifiabilité et en les liant à la section « Notes et références ».
Pour les articles homonymes, voir Spies.
Pour plus de détails, voir Fiche technique et Distribution.

Spies est un cartoon de la série Private Snafu réalisé par Chuck Jones et sorti en 1943.

## Synopsis
Le soldat Snafu est au courant d'un secret militaire mais il n'arrête pas d'en parler à tout le monde où qu'il aille.